# Ciguli
Ciguli (Chaskovo, 1957 – Sofia, 31 oktober 2014), geboren als Ahmet, was een Bulgaarse zanger van Turkse/Romani afkomst, die bekend werd in Turkije. Tijdens het communistisch regime in Bulgarije werden Turkse namen verboden, waardoor hij de naam Angel Jordanov Kapsov (Bulgaars: Ангел Йорданов Капсов) aannam.

## Levensloop
Ciguli werd in 1957 als Ahmet geboren en groeide op in gezin van vijf kinderen. Nadat zijn vader in 1972 overleed, werd hij samen met zijn oom de kostwinner van het gezin. In 1974 huwde hij op 17-jarige leeftijd met Ayten, van wie hij twee zoons heeft gekregen. In 1990 emigreerde hij met zijn vrouw naar Turkije en vestigde zich in Istanboel. Hij begon te werken in restaurants en muziekzalen in Kumkapı, waar hij onder meer accordeon speelde. Met het nummer "Binnaz", dat hij in 1999 maakte, verkreeg hij beroemdheid in Turkije en op het Balkanschiereiland. Ook zijn nummers "Şiki Şiki Baba" en "Yapma Bana Numara!" werden vrij populair. Gedurende zijn muzikale carrière heeft hij samengewerkt met onder andere İbrahim Tatlıses en Sibel Can. 
Op 31 oktober 2014 overleed de 57-jarige Ciguli aan de gevolgen van hartaandoening. Hij is begraven in zijn geboortestad Chaskovo.

## Discografie
- 1999: Binnaz
- 2000: Horozum
- 2003: Sabır Yaaa Sabır
- 2006: Ben Akordiyonum
- 2007: Safinaz - Tersyorum
- 2010: Sensiz Kaldım Şimdi

## Filmografie
- 1998: Bizim Sokak
- 2003: Neredesin Firuze
- 2004: Biz Boşanıyoruz
- 2012: Bu Son Olsun
- 2014: Olur Olur